# Systemtheorie (Ingenieurwissenschaften)
Die Systemtheorie ist eine fächerübergreifende Disziplin der Ingenieurwissenschaften, insbesondere aus dem Bereich der Elektrotechnik, mit Anwendungen aus den Bereichen wie der Nachrichten- und Hochfrequenztechnik und der Regelungstechnik. Die Systemtheorie beschäftigt sich mit der  mathematischen Beschreibung und Berechnung von physikalischen Systemen auf einer abstrakten Ebene. Solche physikalischen Systeme können beispielsweise Filter oder Regelkreise sein.

## Allgemeines

System mit Ein- und Ausgang

Die wichtigsten Konzepte der Systemtheorie sind das Signal und das System.
- Ein Signal ist dabei eine veränderliche Größe bzw. eine Funktion, die Informationen darstellt (z. B. eine elektrische Spannung, eine Schallwelle aus einem Lautsprecher oder einen Aktienkurs).
- Ein System ist eine abstrakte Beschreibung, d. h. ein Modell eines realen Vorgangs, der solche Signale umwandelt (z. B. ein Verstärker oder ein Filter).

Zur Beschreibung reduziert man die physikalische Anregung und Reaktion des Systems um ihre physikalischen Einheiten und drückt das System als mathematische Funktionen unabhängiger Variablen der Zeit oder auch des Ortes aus. Die Anregungen des Systems werden als Eingangssignal, die Reaktionen des Systems als Ausgangssignal bezeichnet. Das System wird abstrakt im Rahmen eines mathematischen Modells beschrieben und durch einen Operator {\displaystyle T(\cdot )} definiert, der die Eingangssignale {\displaystyle x} auf die Ausgangssignale {\displaystyle y} abbildet, wie in dem nebenstehenden Blockschaltbild dargestellt. Es stellt somit eine Beziehung zwischen dem Eingangs- und dem Ausgangssignal her, das bei linearen zeitinvarianten Systemen auch durch die Übertragungsfunktion beschrieben wird.

## Systemeinteilung
In der Systemtheorie erfolgt eine Klassifizierung der unterschiedlichen Systeme nach verschiedenen Kriterien, wie
- dem Definitions- und Wertebereichen der Eingangs- bzw. Ausgangssignale,
- ob es sich um diskrete oder kontinuierliche Systeme handelt,
- ob das System linear oder nichtlinear ist, d. h. ob es sich bei dem Operator {\displaystyle T} um einen linearen Operator handelt oder nicht,
- kausal oder nicht kausal,
- deterministisch oder stochastisch, d. h. ob das System vorhersagbar oder zufällig reagiert,
- gedächtnisbehaftet oder gedächtnislos,
- zeitinvariant oder zeitvariant bzw. verschiebungsinvariant oder verschiebungsvariant
- punktkonzentriert oder räumlich verteilt, d. h. ob die Systembeschreibung partielle Differentialgleichungen und Ableitungen nach dem „Ort“ erfordert[1]

Viele in den Ingenieurwissenschaften bedeutende Systeme lassen sich als sogenanntes dynamisches System beschreiben, einem System dessen zeitabhängige Prozesse vom Anfangszustand aber nicht vom absoluten Anfangszeitpunkt abhängen.
Im Folgenden sind einige wichtige Klassen von Systemen dargestellt.

### Zeitdiskrete und kontinuierliche Systeme
Zeitdiskrete Systeme sind dadurch gekennzeichnet, dass innere Zustände nur zu einzelnen Zeitpunkten definiert sind und an den Ein- und Ausgängen zeitdiskrete Signale auftreten. Sie spielen im Rahmen der Informationstechnik und digitalen Signalverarbeitung eine bedeutende Rolle und werden in Form von Folgen beschrieben. Die Modellbildung erfolgt mit Hilfe von Differenzengleichungen.
Kontinuierliche Systeme sind durch einen stetigen Verlauf ihrer Zustände gekennzeichnet, werden in der Form von glatten Funktionen und Differentialgleichungen beschrieben und spielen bei der Modellierung von physikalischen Systemen eine Rolle. Ein Beispiel für kontinuierliche Systeme stellen elektrische Leitungen im Rahmen der Leitungstheorie dar.
Kombinationen aus zeitdiskreten und kontinuierlichen Systemen werden als Hybridsystem bezeichnet.

### Lineare und zeitinvariante Systeme
Lineare zeitinvariante Systeme, abgekürzt LZI-Systeme bzw. LTI-Systeme (Linear Time Invariant), spielen in der Technik wie der Regelungstechnik oder Nachrichtentechnik eine bedeutende Rolle, da sie einfach und häufig ausreichend sind. Kontinuierliche LZI-Systeme sind mit den mathematischen Mitteln der Fourier-Transformation und Laplace-Transformation zugänglich. Bei diskreten Systemen kommen entsprechend die Diskrete Fourier-Transformation und die Z-Transformation zum Einsatz.
Besonders einfach sind lineare Systeme mit konzentrierten Speichern – diese werden im Zeitbereich durch lineare gewöhnliche Differentialgleichungen oder   Differenzengleichungen mit konstanten Koeffizienten beschrieben. Die Laplace-Transformation bzw. z-Transformation erlaubt dabei die Beschreibung und die geschlossene analytische Darstellung der Übertragungsfunktion in Form einer rationalen Funktion als die übliche Darstellungsform.

### Zustandsraumdarstellung
Dynamische Systeme, welche sich nicht als LTI-System beschreiben lassen, lassen sich unter anderem mit Hilfe der Zustandsraumdarstellung modellieren. Dabei werden Differentialgleichungen n-ter Ordnung in ein System n-gekoppelter Zustands-Differentialgleichungen erster Ordnung überführt und sämtliche Beziehungen der Zustandsgrößen, der Eingangsgrößen und Ausgangsgrößen in Form von Matrizen und Vektoren dargestellt.
Die Zustandsraumdarstellung gilt als Methode der Analyse und Synthese dynamischer Systeme im Zeitbereich und ist besonders effizient bei der regelungstechnischen Behandlung von Mehrgrößensystemen, nichtlinearen und zeitvariablen Übertragungssystemen.

### Kausale Systeme
Alle physikalisch realisierbaren Systeme sind kausale Systeme, das bedeutet, dass der Ausgangswert eines Systems nur von den aktuellen und den vergangenen Eingangswerten abhängt, aber nicht von zukünftigen Eingangswerten. Anschaulich ausgedrückt erfolgt eine Wirkung frühestens zum Zeitpunkt der Ursache, aber nicht früher.
Im Bereich der Modellbildung gibt es akausale Systeme, bei welchen dieses Ursache-Wirkungs-Prinzip durchbrochen ist; dadurch vereinfacht sich unter Umständen die Betrachtung des Systems. Auch ist Kausalität für einige Probleme, gerade aus der digitalen Signalverarbeitung, keine notwendige Voraussetzung. Sind die bei der technischen Umsetzung entstehenden Ungenauigkeiten tolerierbar, so kann die Kausalität vernachlässigt werden. Ein Beispiel für ein akausales System ist der ideale Tiefpass, welcher praktisch nur näherungsweise als kausales System in Form von Tiefpassfiltern realisierbar ist oder die Hilbert-Transformation.
Mathematisch bezeichnet man ein System, welches durch eine Übertragungsfunktion beschrieben wird, dann als kausal, wenn seine Ausgangswerte nur von den aktuellen und vergangenen Eingangswerten abhängen. Die Sprungantwort eines kausalen Systems verschwindet für negative Zeiten; unter der Voraussetzung der Linearität besagt dies, dass eine Wirkung A(t) und ihre Ursache B(t) folgendermaßen zusammenhängen müssen:
{\displaystyle A(t)=\int _{t'=-\infty }^{t}\,X_{A;B}(t-t')B(t')\,{\rm {d}}t'\,.}
Die Funktion {\displaystyle \,X_{A,B}(t)} wird auch als Einflussfunktion bezeichnet; sie repräsentiert die Sprungantwort. Ihre Fouriertransformierte, {\displaystyle \textstyle \chi _{A;B}(\omega )=\int _{-\infty }^{\infty }X_{A;B}(t)\,\exp(-\mathrm {i} \omega t)\,{\rm {d}}t}, das Frequenzspektrum, enthält die gesamte Information über das Systemverhalten. Man bezeichnet sie als verallgemeinerte Suszeptibilität; sie ist nur bei positivem Imaginärteil von {\displaystyle \omega } wohldefiniert. Das entspricht der Annahme, dass {\displaystyle \,X_{A;B}(t)} für negative t verschwindet.
Als antikausal wird ein System bezeichnet, bei dem die Ausgangswerte nur von den aktuellen und zukünftigen Eingangswerten abhängen. Die Impulsantwort verschwindet für positive Zeiten.